# Zjitnitsa (Plovdiv)
Zjitnitsa (Bulgaars: Житница) is een dorp in de Bulgaarse gemeente Kalojanovo, oblast Plovdiv. Het dorp ligt hemelsbreed 31 km ten noorden van Plovdiv en 126 km ten zuidoosten van Sofia. 

## Bevolking
Op 31 december 2020 telde het dorp Zjitnitsa 1.412 inwoners. Het aantal inwoners vertoont al vele jaren een dalende trend: in 1965 had het dorp nog 1.992 inwoners.
|  |

In het dorp wonen nagenoeg uitsluitend etnische Bulgaren. In de optionele volkstelling van 2011 identificeerden 1.455 van de 1.503 ondervraagden zichzelf als etnische Bulgaren, oftewel 96,8% van alle ondervraagden. De overige inwoners identificeerden zichzelf vooral als etnische Roma (40 ondervraagden, oftewel 2,7%).
| Etnische samenstelling van de respondenten (2011) | Etnische samenstelling van de respondenten (2011) | Etnische samenstelling van de respondenten (2011) | Etnische samenstelling van de respondenten (2011) | Etnische samenstelling van de respondenten (2011) |
| ------------------------------------------------- | ------------------------------------------------- | ------------------------------------------------- | ------------------------------------------------- | ------------------------------------------------- |
|                                                   |                                                   |                                                   |                                                   |                                                   |
| Bulgaren                                          | Bulgaren                                          |                                                   | 96,8%                                             | 96,8%                                             |
| Turken                                            | Turken                                            |                                                   | 0,2%                                              | 0,2%                                              |
| Roma                                              | Roma                                              |                                                   | 2,7%                                              | 2,7%                                              |
| Anders/Onbekend                                   | Anders/Onbekend                                   |                                                   | 0,3%                                              | 0,3%                                              |